# Edith Mitchill Prellwitz
Edith Mitchill Prellwitz (1865-1944) fue una artista estadounidense conocida por sus estudios impresionistas y tonalistas de Peconic Bay, Nueva York, así como por sus pinturas figurativas con temas literarios o míticos.

## Biografía
Edith Mitchill nació en South Orange, Nueva Jersey, y era hija de un hombre de negocios acomodado. A partir de 1883, estudió arte en la Art Students League, donde George de Forest Brush y William Merritt Chase estaban entre sus maestros. En 1887, se inscribió en la primera clase de dibujo de la vida abierta a las mujeres, un raro privilegio en un momento en que las estudiantes de arte solían excluirse de dibujar el modelo desnudo.
En 1889, fue una de las miembros fundadoras del Woman's Art Club de Nueva York. Ese mismo año, se fue a París a estudiar en la Académie Julien durante un año y medio; entre sus maestros estaban William-Adolphe Bouguereau y Gustave Courtois. Expuso en el Salón de París.

## Carrera artística

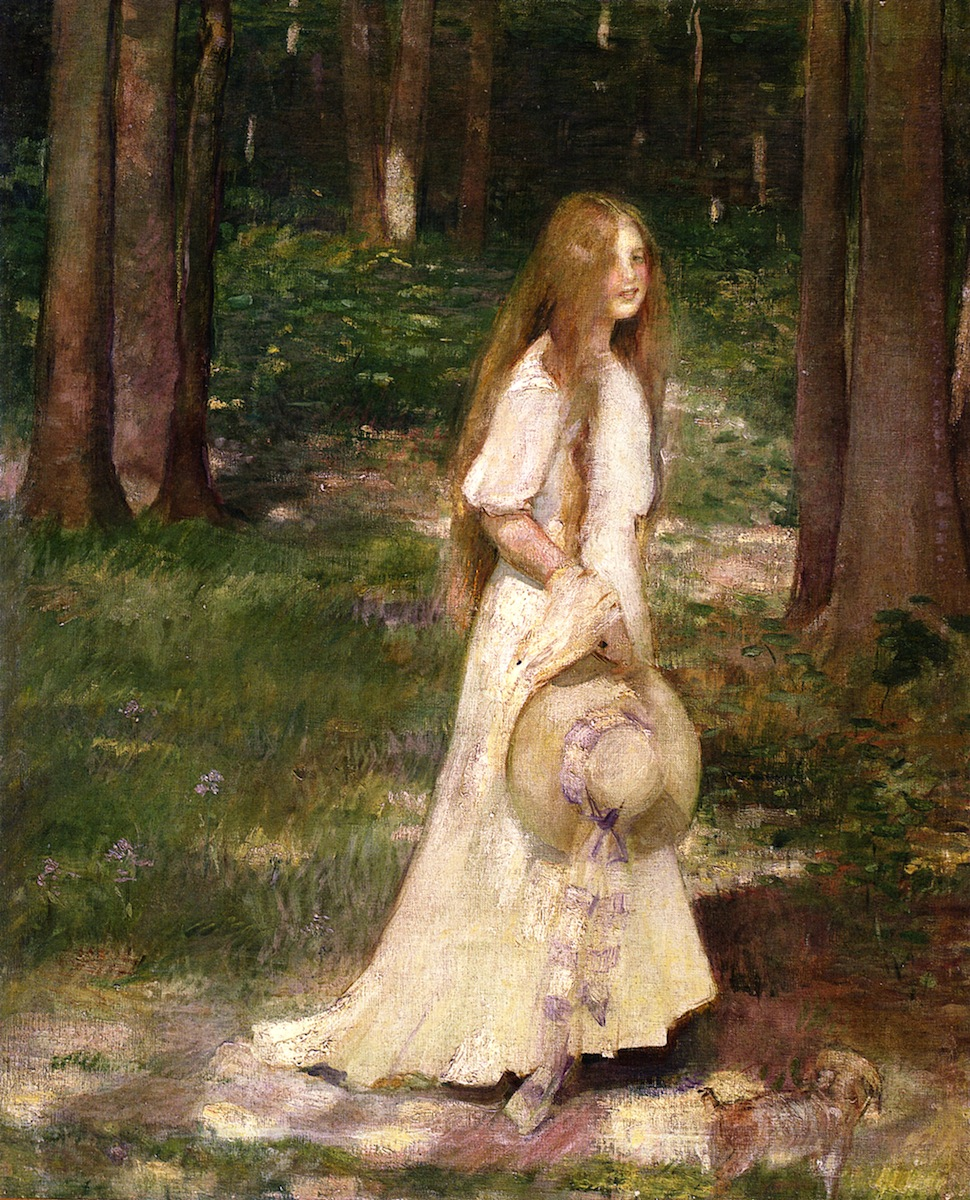
Edith Mitchill Prellwitz, Paseo matutino, óleo sobre lienzo, 1900.

A su regreso a los Estados Unidos, instaló su estudio en el edificio Holbein Studios en West 55th Street en Manhattan. En 1894, se casó con el artista Henry Prellwitz, que tenía un estudio al otro lado del pasillo, bajo promesa de que él promovería la carrera de ella tanto como la suya propia. Tuvieron un hijo, Edwin.
En 1899, Edith y Henry comenzaron a pasar tiempo en la costa norte de Peconic Bay en Long Island, donde ya se habían establecido sus amigos y también artistas Irving Ramsay Wiles y Edward August Bell. Se mudaron allí de forma permanente en 1914. Pintaron Cuadros al aire libre (plenairismo) y también trabajaron en estudios contiguos en High House, su casa en Peconic Bay.
Prellwitz pintaba paisajes y paisajes acuáticos de Peconic Bay, así como naturalezas muertas, interiores domésticos y pinturas de figuras. Su estilo varió desde el impresionismo y el tonalismo hasta una variedad romántica de realismo académico. Expuso principalmente en el este de los Estados Unidos, así como en varias exposiciones como la Exposición Panamericana 1901, donde ganó una medalla. Algunas de sus pinturas de figuras presentaban temas literarios o míticos, y ganó premios por varias obras en esta línea.
Su trabajo ha sido comparado, en calidad y contenido, con el de Mary Cassatt, John Singer Sargent y su maestro William Merritt Chase.
Ambos Prellwitz desaparecieron de la escena pública durante varias décadas después de su muerte a principios de la década de 1940. Redescubiertos en la década de 1980, se les ha llamado uno de los secretos mejor guardados de la historia del arte estadounidense.
El trabajo de Prellwitz se encuentra ahora en la colección del Museo Metropolitano, el Museo de Arte Parrish y otras instituciones.

## Premios y reconocimientos
En 1894, la Academia Nacional de Diseño (NAD) le otorgó el Segundo Premio Hallgarten por su pintura Agar, y al año siguiente ganó el Premio Norman W. Dodge de la NAD por su Leyenda Tannhäuser. En 1929 ganó el premio Julia A. Shaw Memorial de la NAD por The Convalecent.